# Tiffany Rayne
Tiffany Rayne (Hillside, Nueva Jersey; 21 de mayo de 1985) es una actriz pornográfica estadounidense retirada.

## Biografía
Nació con el nombre de Stacy Lutz, el 21 de mayo de 1985, en el pequeño municipio de Hillside, en Nueva Jersey. Comenzó muy pronto su carrera como actriz porno, poco después de cumplir en 2005 los veinte años.
Desde muy pronto, Lutz, que se cambiaría el nombre para darse a conocer dentro de la industria por el de Tiffany Rayne, empezó a trabajar con las grandes productoras del mercado, como Hustler, Exquisite, Sin City o ClubJenna. Destacó por trabajar en algunas producciones de estilo gonzo.
En el año 2009 decidió retirarse como actriz porno, rodando hasta entonces en algo más de 160 películas.